# بالتا، اوکراین
بالتا (به روسی: Балта) شهری در استان اودسا در کشور اوکراین واقع شده‌است. جمعیت این شهر ۱۸,۰۷۹ نفر (۲۰۲۱ تخمینی)است.